# الاساپالی
الاساپالی (به انگلیسی: Alasapalli) یک منطقهٔ مسکونی در هند است که در تامیل نادو واقع شده‌است.